# أبو الحسن الحوفي
أبو الحسن الحوفي (358 - 430 هـ / 968 - 1038م) هو أبو الحسن على بن إبراهيم بنِ سعيد بنِ يوسف الحوفي الشبراوي إمام فاضل وعالم بالنحو والتفسير في عهد الدولة الفاطمية.

## نشأته
ولد عام 358 هـ الموافق 968م في قرية شبرا النخلة التابعة لمدينة بلبيس بمصر. وهو أول من طرق الباب في علوم القرآن، وأول من درّس بالأزهر الشريف بعد إنشائه بخمسين عاماً في الدولة الفاطمية.

## علمه
أخذ عن أكبر شيوخ اللغة العربية في عصره وهو الحافظ أبي بكر محمد بن على بن أحمد الأدفويِ صاحب أبي جعفر النحاس صاحب الناسخ والمنسوخ وغيرها من المصنفات النافعة في القراءات والتفسير وعلوم العربية وغيرها. روى عن الحسن بن رشيق العسكريِ من المحدثين وهو من رواة كتاب السنن الصغير المجتبى للنسائي. تخرج على يده الكثير من المصريين وكثير من طلاب العلم الأندلسين من المغاربة، ومن أصحابه إسماعيل بن خلف، أبو طاهر الصقلي المقرئ.

## مصنفاته
- له تفسير جيد موسوم بـ البرهان في تفسير القرآن في عشر مجلدات. وقال ياقوت الحموي: بلغني أنه في ثلاثين مجلداً بخط دقيق، وذكره الحافظ الذهبي في ترجمته في سير أعلام النبلاء، والحافظ ابن كثير، وياقوت، والسيوطي، والأدنروي، والداودي. وقد نهل منه من أتى بعده من المفسرين كالقرطبيِّ وابنِ كثير، وأكثر عنه النقل الحافظ ابن حجر في فتح الباري شرح صحيح البخاري.
- كتاب في إعراب القرآن موسوم بـ ((البرهان في إعراب القرآن))
- كتاب الإرشاد لطريق خير العباد والعباد: ذكره إسماعيل البغدادي الباباني في إيضاح المكنون.
- كتاب موارد الانبياء: ذكره إسماعيل باشا في الإيضاح.
- كتاب في تربية الأولاد، وكتب أخرى.

## وفاته
مات في ذي الحجة سنة 430 هـ.